# Daniel Martindale
Daniel Martindale (* Februar 1991 in den USA) ist ein erzkonservativer US-Amerikaner, der in der Ukraine aus ideologischen Gründen zwei Jahre lang für Russland spionierte und dafür 2025 die russische Staatsangehörigkeit erhielt.

## Leben
Martindale wurde 1991 geboren und wuchs mit seinen sechs Geschwistern in einem religiösen Elternhaus auf Farmen in Indiana und im Bundesstaat New York auf. Er erhielt Heimunterricht und belegte für die 11. und 12. Klasse Kurse am Indiana Institute of Technology in Fort Wayne. Er zog mit seiner Familie 2001 für ein Jahr nach Hunchun in China, wo sein Vater Jim für eine Missionarsgruppe arbeitete, die Flüchtlinge aus Nordkorea unterstützte. Die Familie freundete sich mit einem Nachbarn an, der sich als ehemaliger russischer Militär-Spionageagent ausgab. Dieser lud die Martindales zu einem Besuch ins fernöstliche Russland ein und beschwor die dort vom Staat propagierten „christlichen Werte“. Der Familie wurden bei Wladiwostok ausgedehnte Ländereien von ehemaligen Kolchosen gezeigt, wo das Land für 25 Cents pro Acre zu pachten war. Dieser Besuch entfachte bei ihm eine tiefe Zuneigung zu Russland, die auch nach dessen Rückkehr nach Indiana weiter bestand. Sein Ziel war es, nach Russland zu ziehen, dort auf einer Farm zu leben und eine Russin zu heiraten. Er studierte bis 2009 Maschinenbau am Indiana Institute of Technology.

### Auslandsaufenthalte
Er begleitete seine Eltern 2009 erneut nach China, wo sein Vater eine Produktionsstätte für Landmaschinen eröffnen wollte. Er begann Mandarin zu lernen und übersetzte für seinen Vater. Aus finanziellen Gründen kehrten sie ein Jahr später wieder in die USA zurück und Martindale arbeitete bei seinem Vater. Ihren nächsten Versuch sich in China niederzulassen startete die Familie 2015. Aber auch dieser scheiterte zwei Jahre später. Der junge Martindale blieb jedoch zurück und entschied 2018 sich seinen Traum zu erfüllen und nach Wladiwostok zu ziehen. Er reiste mit einem Studentenvisum ein und studierte Russisch. Nebenbei unterrichtete er Englisch, woraufhin er ein Jahr später von den russischen Behörden jedoch wegen unerlaubter Arbeitsaufnahme verhaftet und aus dem Land verwiesen sowie mit einer fünfjährigen Einreisesperre belegt wurde. Martindale bezeichnete diese Erfahrung als „herzzerbrechend“. Daraufhin schrieb er sich 2020 bei einer Hochschule in Belarus für das Fach Tiermedizin ein, wurde aber bei der Einreise auf dem Flughafen von Minsk von den dortigen Behörden abgewiesen. Anschließend zog er nach Polen in die Nähe von Katowice und unterrichtete Englisch. Er schrieb in einem Blog, dass er „Heimweh“ hatte, allerdings nicht nach den USA, sondern nach Russland.
Als sich die russischen Truppen 2022 an der ukrainischen Grenze sammelten, ahnte er, was bevorstand, und handelte. Mit einem auf einem Schrottplatz gefundenen Fahrrad fuhr er im Februar 2022 von Krakau über die ukrainische Grenze nach Lwiw. Auf der Fahrt kamen ihm flüchtende Ukrainer entgegen, er aber fühlte sich auf einer „christlichen Mission“. Als er kurz vor Kiew angekommen war, begann die russische Invasion. Als sich die russischen Panzer der ukrainischen Hauptstadt näherten, kontaktierte er die russischen Streitkräfte über eine Telegram-App, die für sich ergebende ukrainische Soldaten eingerichtet worden war. Er bat um ein Treffen mit den russischen Verbänden. Diese rieten ihm jedoch, weiter nach Osten zu fahren. Gegen die Kälte trug er mehrere Mäntel und Hosen. Er war nun nahe der von Russland kontrollierten Gebiete der Ukraine, dachte sich aber, als US-Staatsbürger müsste er sich den Weg auf die Gegenseite erstmal verdienen. Er zog in ein kleines Haus nahe der Grenze, in einem von den Ukrainern gehaltenen Dorf namens Bohojawlenka, 50 km westlich von Donezk. Die bereits geflohenen Ukrainer hatten ihre Hühner, Enten, Ziegen und drei Kühe zurückgelassen. Im Garten baute er Karotten, Kartoffeln und Mais an. Da Bohojawlenka übersetzt „Offenbarung“ heißt, fühlte er sich „in einem dieser religiösen Momente“ göttlich berufen, dort zu leben.

### Spionage
Martindale half den Nachbarn beim Sammeln von Brennholz und beim Reparieren ihrer Dächer nach den russischen Angriffen. Die Dorfbewohner, die ihn zu ihren Geburtstagen und anderen Feiern einluden, hielten ihn für einen internationalen Kriegsbeobachter oder einen ausländischen Söldner, der nahe der Front Aufklärung betrieb. Das tat er auch, aber er sammelte Informationen über die Stellungen und Bewegungen der ukrainischen Truppen, einschließlich der Position einer ukrainischen Kommando- und Kontrollzentrale, die er seinen russischen Kontakten übermittelte. Allein zu Hause sah er regelmäßig die Nachrichten des russischen Staatsfernsehens und betete laut für den Schutz der russischen Soldaten. Als ein Bataillon ukrainischer Truppen in Bohojawlenka stationiert wurden, quartierten sich ein paar Sanitäter mit ihm in seinem Häuschen ein. Er beschrieb dies als großen Test seiner Selbstdisziplin, wobei er jedes seiner Worte und Gesichtsausdrücke genau unter Kontrolle haben musste. Abends rezitierte er mit ihnen aus ukrainischen Gebetsbüchern, die ihm seine Eltern zugeschickt hatten. Nach einer Weile hatten sie soviel Vertrauen geschöpft, dass sie ihm viele Dinge erzählten, die für die russische Aufklärung sehr nützlich waren. Er versuchte heimlich zu Hause eine Bombe zu basteln, um sie gegen ein US-amerikanisches Artilleriegeschütz einzusetzen, mit dem die Ukrainer die russischen Truppen beschossen. Der Versuch misslang jedoch und setzte dabei das von ihm besetzte Haus in Brand, woraufhin die Dorffeuerwehr zu seiner Hilfe eilte und das Feuer löschte. Als nach zwei Jahren ein ukrainischer Soldat ihn mit einem Maschinengewehr bedrohte und ihm vorwarf, die Russen bei ihren Angriffen auf ukrainische Militärpositionen zu unterstützen, verteidigten ihn seine Nachbarn und retteten ihm so das Leben, wie er später schrieb.
Nachdem die russischen Truppen immer näher vorgerückt waren, half er den Einwohnern bei der Evakuierung, blieb aber selbst zurück. Er schickte den Russen ein Bild seines Hauses und wartete im Keller auf deren Einmarsch. Vier Tage später hörte er, wie sie seinen Namen riefen. Er wurde anschließend auf russisches Territorium in die Nähe von Rostow am Don gebracht, wo er sich zunächst einem Lügendetektortest unterziehen musste. Er fühlte sich zunächst wie ein Kriegsgefangener behandelt und befürchtete, gegen einen wertvollen russischen Gefangenen ausgetauscht zu werden. Im November 2024 wurde er in Moskau Journalisten von einem Vertreter der Staatsmedien als „Spion für Russland“ vorgestellt. Er erklärte. „In den vergangenen zwei Jahren habe ich alles getan, um das Leben russischer Soldaten zu retten und den Russen in der Ukraine eine Zukunft zu sichern, ich würde dies gern weiterhin tun.“  Sein Traum, in die Region Wladiwostok zurückzukehren und auf einem Bauernhof zu leben, konnte er jedoch nicht sofort verwirklichen. Ihm wurde mitgeteilt, die Bearbeitung seines Antrags auf die russische Staatsangehörigkeit kann bis zu zwei Jahre dauern. Er lebte in der Zwischenzeit unter scharfer Überwachung und stark eingeschränkter Bewegungsfreiheit. Am 15. Juli 2025 wurde ihm schließlich bei einer im Staatsfernsehen übertragenen Zeremonie auf direkte Anordnung von Staatspräsident Putin der russische Pass ausgehändigt. Ein Sprecher erklärte: „Daniel Martindale hat mit seiner Loyalität und seinen Taten längst bewiesen, dass er einer von uns ist.“